# Château d'Onzain
Le château d'Onzain, originellement commandité au XIIIe siècle par les seigneurs de Bury, vassaux du comte de Blois, constituait leur château résidentiel secondaire.
Entouré de douves, il se situe au sein de la commune nouvelle de Veuzain-sur-Loire, dans le département de Loir-et-Cher, en région Centre-Val de Loire.

## Histoire

### Moyen Âge
La première pierre du château aurait été posée en l'an 1183.
En 1276, le seigneur Guy, dont la famille détient Bury depuis presque un siècle, est mentionné comme « sire d'Onzain » dans une charte de l'abbaye de Marmoutier. Il est néanmoins probable qu'une forteresse existait déjà, faisant partie du système de défense édifié plus tôt par les comtes de Blois dans le cadre des guerres contre les comtes d'Anjou au XIe siècle, tout comme Chaumont, les Montils, Candé, Fossé, ou encore Pontijou.
Après la seconde chevauchée du Prince Noir, en pleine guerre de Cent Ans, les Anglais occupent la région, dont la « forteresse d'Onzain » à partir d'octobre 1358 jusqu'en 1380, de même que Bury dont il ne reste que des ruines en 1362.
C'est cette forteresse, délabrée, qu'apporte en dot Jeanne Guénand (ou Guénaud), descendante de Guy de Bury, à son époux, Hélion de Neillac en 1380. Celui-ci est un important personnage de la Cour des rois Charles V puis Charles VI, et il entreprend, avec son frère Guillaume, de reconstruire le château dès 1381, qui comporte un donjon dont le linteau de la porte existe toujours, déposé à l'aître Saint-Saturnin de Blois. La base de ce donjon est aujourd'hui encore visible à la partie nord-ouest des douves. Le roi encourage Hélion, qui défie quelque peu son suzerain, le comte de Blois Guy II de Châtillon, lequel n'a pas été toujours un vassal fidèle et obéissant du roi. Hélion sera « sépulturé », à sa demande, en « l'église parrochiale d'Onzain ».
La fille d'Hélion, Jeanne, mariée en 1402 à Guillaume d'Argenton, hérite du château, que ses descendants garderont durant tout le XVe siècle.
En 1470, le cardinal de la Balue est emprisonné dans une cage de fer au château d'Onzain, sur ordre de Louis XI.

### Renaissance
En 1498, Jeanne de Chambes, autre descendante de Jeanne de Neillac/de Naillac, rachète à ses cousins Renée de la Haie et Joachim de Montespedon le château et la totalité des domaines. Mariée à Jean, vicomte de Polignac, gouverneur de Livourne, elle a accompagné en pays blésois la reine Anne de Bretagne dont elle est la dame d'honneur et qui sera la marraine de leur fille Anne. Leurs armoiries figurent sur la clé de voûte de la chapelle seigneuriale de l'Église, église dont ils construisent le chœur et les deux chapelles.
Anne de Polignac, veuve à 19 ans de Charles de Bueil, seigneur de Sancerre, tué en 1515 à Marignan, se remarie en 1518 à François II de la Rochefoucaud, seigneur de Verteuil. Ils agrandissent le château de la Rochefoucaud, en Charente, actuellement visitable, et reconstruisent le château d'Onzain, conservant la tour-donjon cylindrique, et bâtissant deux ailes en équerre et une chapelle. Ils font également édifier la nef et les bas-côtés, le clocher de l'église, ainsi que le portail Sud typiquement Renaissance.
Leur fils aîné, François III de la Rochefoucauld, héritier de la seigneurie, d'abord lieutenant de François de Guise, devient sous l'influence de sa seconde épouse Charlotte de Roye de Roucy, un des chefs du parti huguenot, tout en restant l'ami de Charles IX. Venu à Paris pour être témoin au mariage du Roi de Navarre, il est tué le matin de la Saint-Barthélémy (24 août 1572).
En 1562, le château a été confisqué par la reine Catherine de Médicis, comme possession d'un protestant. L'année suivante, le château d'Onzain sert de prison au prince de Condé, chef protestant fait prisonnier à Dreux, qui essaie de s'en évader, est repris et conduit à Amboise. 

### Le comté de Rostaing
Le château est vendu par les héritiers des la Rochefoucaud au marquis de Vibraye puis, en 1642, à Charles de Rostaing, fils de Tristan de Rostaing (cf. l'article Sury) et arrière-petit-fils de Florimond Robertet, qui avait fait construire le château de Bury vers 1515.
Charles de Rostaing avait déjà acheté Bury en 1633. Il obtient en 1634/1642 du roi Louis XIII que les terres de Bury et Onzain soient réunies en un seul  comté : le comté de Rostaing. Il meurt à Paris en 1660.
François de Rostaing, son deuxième fils, hérite du Comté et commande aussitôt à Gaspard Imbert le retable de l'église, dont il reste quatre statues, restaurées en 1992. Après sa mort en 1666, sa veuve Anne-Marie d'Urre d'Aiguebonne laisse Bury tomber en ruines, et est appelée à la Cour de Louis XIV, en 1680, pour être dame d'honneur de sa fille préférée, Mademoiselle de Blois ; elle y reste dix ans et favorise une jeune parente, Mademoiselle Choin.
En 1720, sans postérité, elle fait don de sa seigneurie, de son château, et de ses dettes, au Comte de Varax, son neveu maternel (Alexandre-Louis Perrachon, fils de sa sœur Marie d'Urre et de Pierre Perrachon de Varax, Treffort et Varambon). Celui-ci et son fils (ou plutôt son frère ?), Jacques-Marie de Perrachon, reçoivent Voltaire à Onzain.
Le plan-terrier d'Onzain, détenu à la mairie d'Onzain, est réalisé de 1737 à 1743.
Ambroise-Julien-Clément de Feillet, Conseiller au Parlement de Paris achète le château en 1753, puis le vend en 1760 à Michel-Jean-Hugues de Péan, gouverneur général du Québec jusqu'à 1759, date de l'arrivée des Anglais. Ce dernier est incarcéré à la Bastille, de novembre 1761 à juin 1764, pour avoir spéculé sur le blé au Québec. Il meurt en 1782 et son épouse, Angélique-Renaud d'Avène des Méloizes se sépare du château en 1791.

### Révolution française
Le nouveau propriétaire est Eugène-Joseph-Stanislas Foullon d'Ecotier, fils de l'intendant Joseph Foullon, tué par la foule à Paris le 22 juillet 1789. Il a été intendant de la Guadeloupe, puis de la Martinique jusqu'en 1790. Il échappe à l'échafaud, bien qu'incarcéré à la Conciergerie de Paris le 21 avril 1794. Il a la chance de n'être jugé que le 31 octobre, et il est acquitté. Il est conseiller général du canton d'Herbault et maire d'Onzain en 1812. Il a des revers de fortune et part pour la Martinique en 1816.

### Époque contemporaine
La propriété a été saisie en 1816 et vendue en lots pour constituer les communes d'Onzain et de Molineuf. Acquis par M. Crognon-Bonvalet, le château est démoli de 1823 à 1826 et les matériaux sont également vendus.
La maison sise actuellement au milieu des douves est construite vers 1850. L'établissement est aujourd'hui une maison d'hôtes.